# Radeče

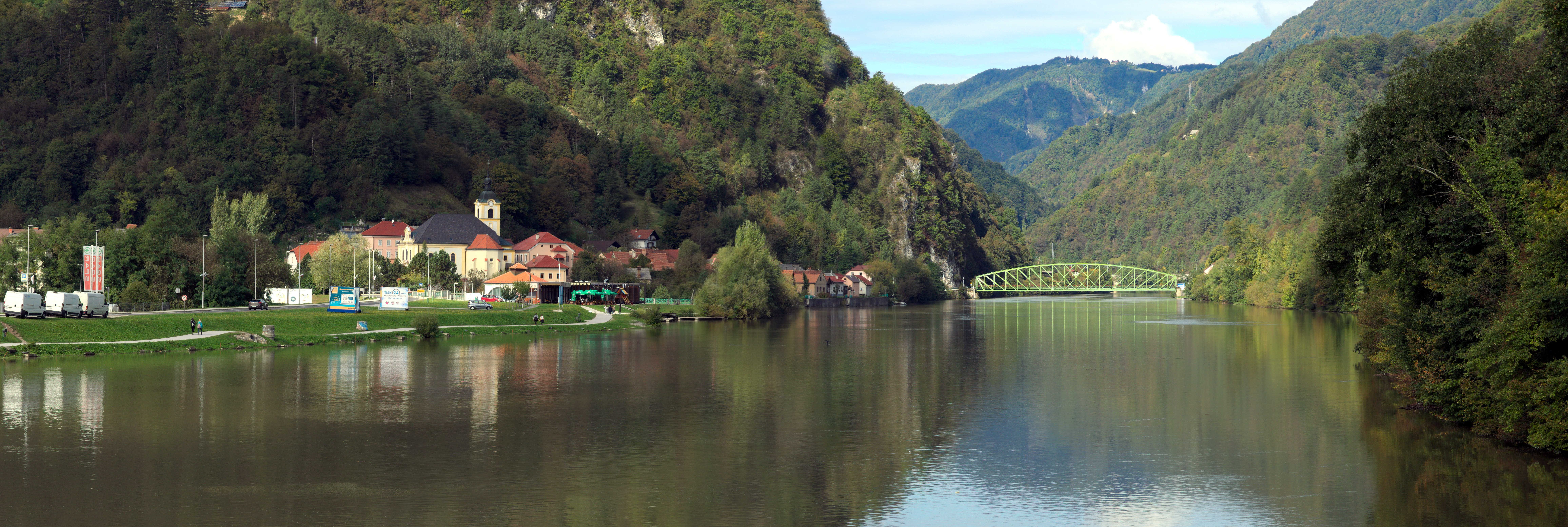
Save bei Radeče

Die Kleinstadt Radeče (ausgesprochen [ˈɾaːdɛtʃɛ]; deutsch: Ratschach) ist der Hauptort und Verwaltungssitz der Gemeinde Radeče in der historischen Landschaft Dolenjska (Unterkrain), Region Posavska in Slowenien.
Er liegt im unteren Save-Tal (Posavje) zwischen Zidani most und Sevnica an der Mündung des Baches Sopot in die Save.

## Geschichte
1297 wurde Radeče erstmals schriftlich erwähnt. Seit 1338 hat die Siedlung das Marktrecht. 1925 wurde Radeče zur Stadt und 1995 zum Hauptort der gleichnamigen Gemeinde.